# Huis Farnese
Het huis Farnese was een Italiaanse adellijke familie die een vooraanstaande rol speelde in de Italiaanse en later Europese geschiedenis. De familie was afkomstig uit het gebied rond het Bolsenameer.

## Geschiedenis

### Eerste generaties
De eerste generaties leverden veel militairen aan het pauselijke leger, maar ook aan die van Florence, Venetië, Napels en Siena. Ook speelde de familie een belangrijke rol in de Pauselijke Staat en bracht talrijke bisschoppen, kardinalen en senatoren voort. 

### Hertogen van Parma en Piacenza

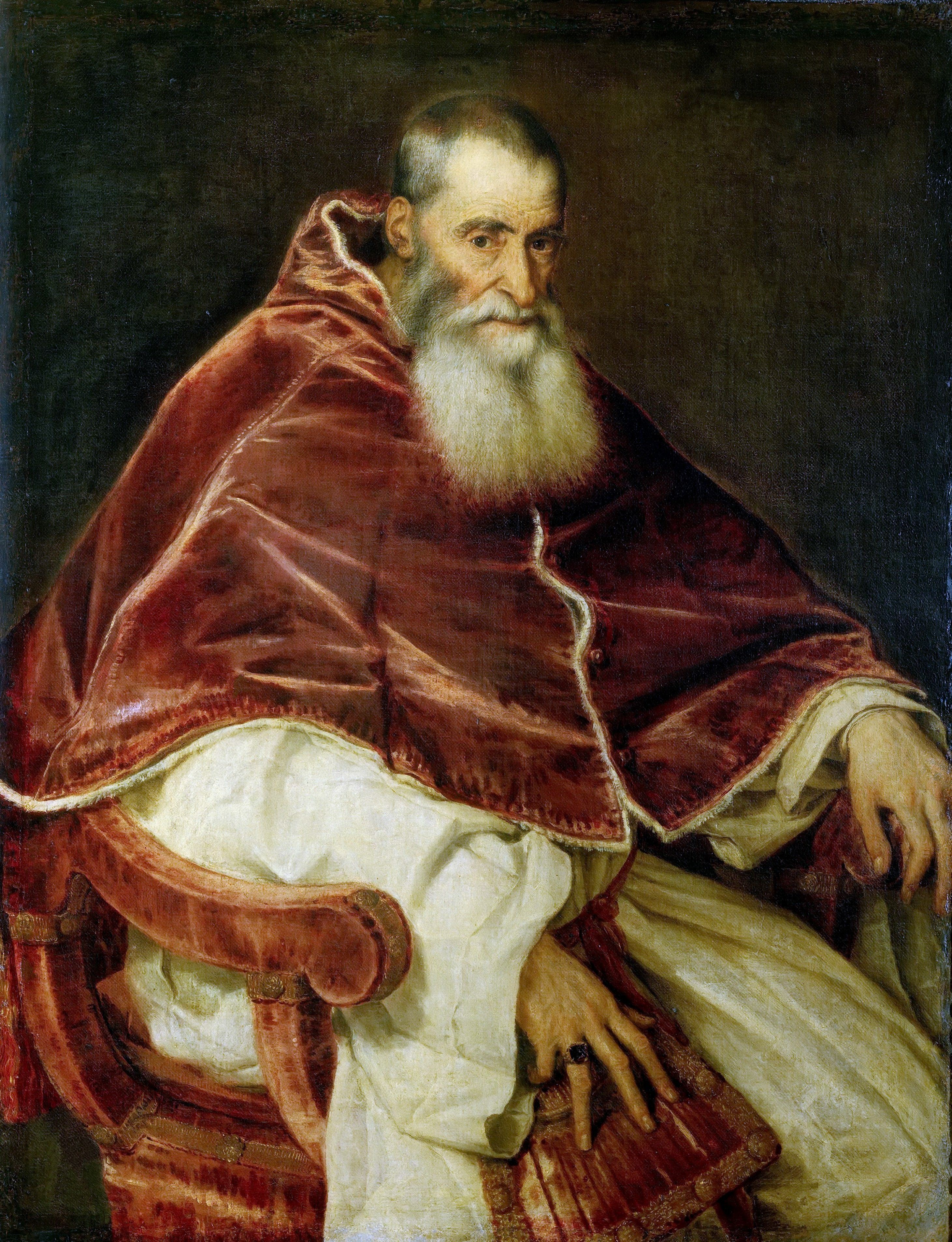
Paus Paulus III

Met de verkiezing van Alessandro Farnese in 1534 tot paus Paulus III begon de opmars van de Farnese's in de Europese politiek. Hij beleende in 1545 zijn onwettige zoon Pierluigi met de hertogdommen Parma en Piacenza, die bijna twee eeuwen in de familie bleven. Voorheen beperkte huwelijkspolitiek zich vooral tot Italiaanse families, maar nu betraden de hertogen het Europese huwelijkstoneel. Er werden verbintenissen aangegaan met onder andere de huizen Habsburg, Bragança, Medici, Wittelsbach en Bourbon.
Het hoofd van de jongere tak van de familie, Mario Farnese werd in 1602 door paus Clemens VIII beleend met de titel hertog van Latera, genoemd naar familiebezit rond die plaats.

### Uitsterven
In 1731 stierf de laatste mannelijke telg uit het huis Farnese, Antonio Farnese, zonder nakomelingen. De hertogdommen werden geërfd door de zoon van zijn nicht Elisabetta, de latere koning Karel III van Spanje.

## Kunst en architectuur
De Farnese's stonden bekend als beschermers van de kunst en architectuur. In Rome bezaten zij het Palazzo Farnese, waar een verzameling antieke sculpturen was ondergebracht, waaronder de Stier van Farnese en de Hercules van Farnese. Tegenwoordig bevindt de collectie zich in het Museo Archeologico Nazionale in Napels.
De Villa Farnese in Caprarola werd door de familie gebouwd en de Villa Farnesina in Trastevere door hen aangekocht en verfraaid.

## Bekende telgen
- Alessandro Farnese (1468-1549), kardinaal, later paus Paulus III
- Giulia Farnese (1475-1525), bijgenaamd la bella Giulia, maîtresse van paus Alexander VI, zus van paus Paulus III
- Pier Luigi Farnese (1503-1547), Hertog van Parma, zoon van paus Paulus III
- Alessandro Farnese (1520-1589), kardinaal, kleinzoon van paus Paulus III
- Ottavio Farnese (1524-1586), hertog van Parma en Piacenza, kleinzoon van paus Paulus III
- Ranuccio Farnese (1530-1565), kardinaal, kleinzoon van paus Paulus III
- Alessandro Farnese (1545-1592),  hertog van Parma en Piacenza, en landvoogd der Nederlanden
- Elisabetta Farnese (1692-1766), gehuwd met koning Filips V van Spanje

## Bekende verblijven
- Rocca Farnese (Valentano)
- Palazzo Farnese (Rome)
- Villa Farnesina (Rome)
- Palazzo Farnese (Gradoli)
- Villa Farnese (Caprarola)
- Palazzo Farnese (Farindola)